# Raorchestes tuberohumerus
Raorchestes tuberohumerus es una especie de anfibio anuro de la familia Rhacophoridae. Es endémica de la zona al sur de la India de los Ghats orientales, en los estados de Karnataka, Kerala y posiblemente también en el noroeste de Tamil Nadu. Habita en bosques montanos entre los 920 y los 940 metros de altitud. Probablemente es una especie con desarrollo directo.